# Qatar ExxonMobil Open 2015
Qatar ExxonMobil Open 2015 byl tenisový turnaj mužů na profesionálním okruhu ATP World Tour, hraný v areálu Khalifa International Tennis and Squash Complex na otevřených dvorcích s tvrdým povrchem. Konal se na úvod sezóny mezi 5. až 11. lednem 2015 v katarském hlavním městě Dauhá jako dvacátý třetí ročník turnaje.
Událost se řadila do kategorie ATP World Tour 250. Celkový rozpočet činil 1 221 320 dolarů. Nejvýše nasazeným hráčem ve dvouhře byla úřadující světová jednička Novak Djoković ze Srbska. Obhájce titulu a třetí hráč klasifikace Rafael Nadal, jenž se na okruh vrátil po přestávce způsobené apendektomií, vypadl v prvním kole s německým kvalifikantem Michaelem Berrerem. Singlovou soutěž vyhrál Španěl David Ferrer a čtyřhru ovládli Juan Mónaco s Rafaelem Nadalem.

## Rozdělení bodů a finančních odměn

### Rozdělení bodů
| Soutěž       | vítězové | finalisté | semifinalisté | čtvrtfinalisté | 16 v kole | 32 v kole | Q  | Q3 | Q2 | Q1 |
| ------------ | -------- | --------- | ------------- | -------------- | --------- | --------- | -- | -- | -- | -- |
| dvouhra mužů | 250      | 150       | 90            | 45             | 20        | 0         | 12 | 6  | 0  | 0  |
| čtyřhra mužů | 250      | 150       | 90            | 45             | 0         |           |    |    |    |    |

### Finanční odměny
| dvouhra mužů      | $195 000 | $102 675 | $55 615 | $31 690 | $18 670 | $11 060 |
| čtyřhra mužů      | $62 430  | $32 820  | $17 790 | $10 180 | $5 960  |         |
| * – částka na pár |          |          |         |         |         |         |

## Dvouhra mužů

### Nasazení
| Stát                             | Hráč                  | ATP | Nasazení |
| -------------------------------- | --------------------- | --- | -------- |
| Srbsko                           | Novak Djoković        | 1.  | 1.       |
| Španělsko                        | Rafael Nadal          | 3.  | 2.       |
| Česko                            | Tomáš Berdych         | 7.  | 3.       |
| Španělsko                        | David Ferrer          | 10. | 4.       |
| Německo                          | Philipp Kohlschreiber | 24. | 5.       |
| Francie                          | Richard Gasquet       | 26. | 6.       |
| Chorvatsko                       | Ivo Karlović          | 27. | 7.       |
| Argentina                        | Leonardo Mayer        | 28. | 8.       |
| Žebříček ATP k 29. prosinci 2014 |                       |     |          |

### Jiné formy účasti
Následující hráčí obdrželi divokou kartu do hlavní soutěže:
- Jabor Mohammed Ali Mutawa
- Malek Džazírí
- Mohamed Safwat

Následující hráči postoupili z kvalifikace:
- Nikoloz Basilašvili
- Michael Berrer
- Thiemo de Bakker
- Blaž Kavčič

### Odhlášení
před zahájením turnaje
- Nicolás Almagro → nahradil jej Ivan Dodig
- Ernests Gulbis → nahradil jej João Souza
- Dominic Thiem (chřipka) → nahradil jej Dustin Brown

## Mužská čtyřhra

### Nasazení
| Stát                                                                                       | Hráč                 | Stát      | Hráč           | ATP | Nasazení |
| ------------------------------------------------------------------------------------------ | -------------------- | --------- | -------------- | --- | -------- |
| Brazílie                                                                                   | Bruno Soares         | Rakousko  | Alexander Peya | 20. | 1.       |
| Pákistán                                                                                   | Ajsám Kúreší         | Srbsko    | Nenad Zimonjić | 37. | 2.       |
| Kolumbie                                                                                   | Juan Sebastián Cabal | Kolumbie  | Robert Farah   | 45. | 3.       |
| Chorvatsko                                                                                 | Ivan Dodig           | Bělorusko | Max Mirnyj     | 59. | 4.       |
| Žebříček ATP k 29. prosinci 2014; číslo je součtem žebříčkového postavení obou členů páru. |                      |           |                |     |          |

### Jiné formy účasti
Následující dvojice obdrželi divokou kartu do hlavní soutěže:
- Jabor Mohammed Ali Mutawa /  Malek Džazírí
- Novak Djoković /  Filip Krajinović

## Přehled finále

### Mužská dvouhra
- David Ferrer vs.  Tomáš Berdych, 6–4, 7–5

### Mužská čtyřhra
- Juan Mónaco /  Rafael Nadal vs.  Julian Knowle /  Philipp Oswald, 6–3, 6–4